# Laminacauda
Laminacauda är ett släkte av spindlar. Laminacauda ingår i familjen täckvävarspindlar.

## Dottertaxa tillLaminacauda, i alfabetisk ordning[1]
- Laminacauda aluminensis
- Laminacauda amabilis
- Laminacauda ansoni
- Laminacauda argentinensis
- Laminacauda baerti
- Laminacauda boliviensis
- Laminacauda cognata
- Laminacauda defoei
- Laminacauda dentichelis
- Laminacauda diffusa
- Laminacauda dysphorica
- Laminacauda expers
- Laminacauda fuegiana
- Laminacauda gigas
- Laminacauda grata
- Laminacauda insulana
- Laminacauda luscinia
- Laminacauda magna
- Laminacauda malkini
- Laminacauda maxima
- Laminacauda montevidensis
- Laminacauda monticola
- Laminacauda nana
- Laminacauda newtoni
- Laminacauda orina
- Laminacauda pacifica
- Laminacauda parvipalpis
- Laminacauda peruensis
- Laminacauda plagiata
- Laminacauda propinqua
- Laminacauda rubens
- Laminacauda sacra
- Laminacauda salsa
- Laminacauda suavis
- Laminacauda sublimis
- Laminacauda thayerae
- Laminacauda tristani
- Laminacauda tuberosa
- Laminacauda tucumani
- Laminacauda vicana
- Laminacauda villagra